# Lloyd Cole

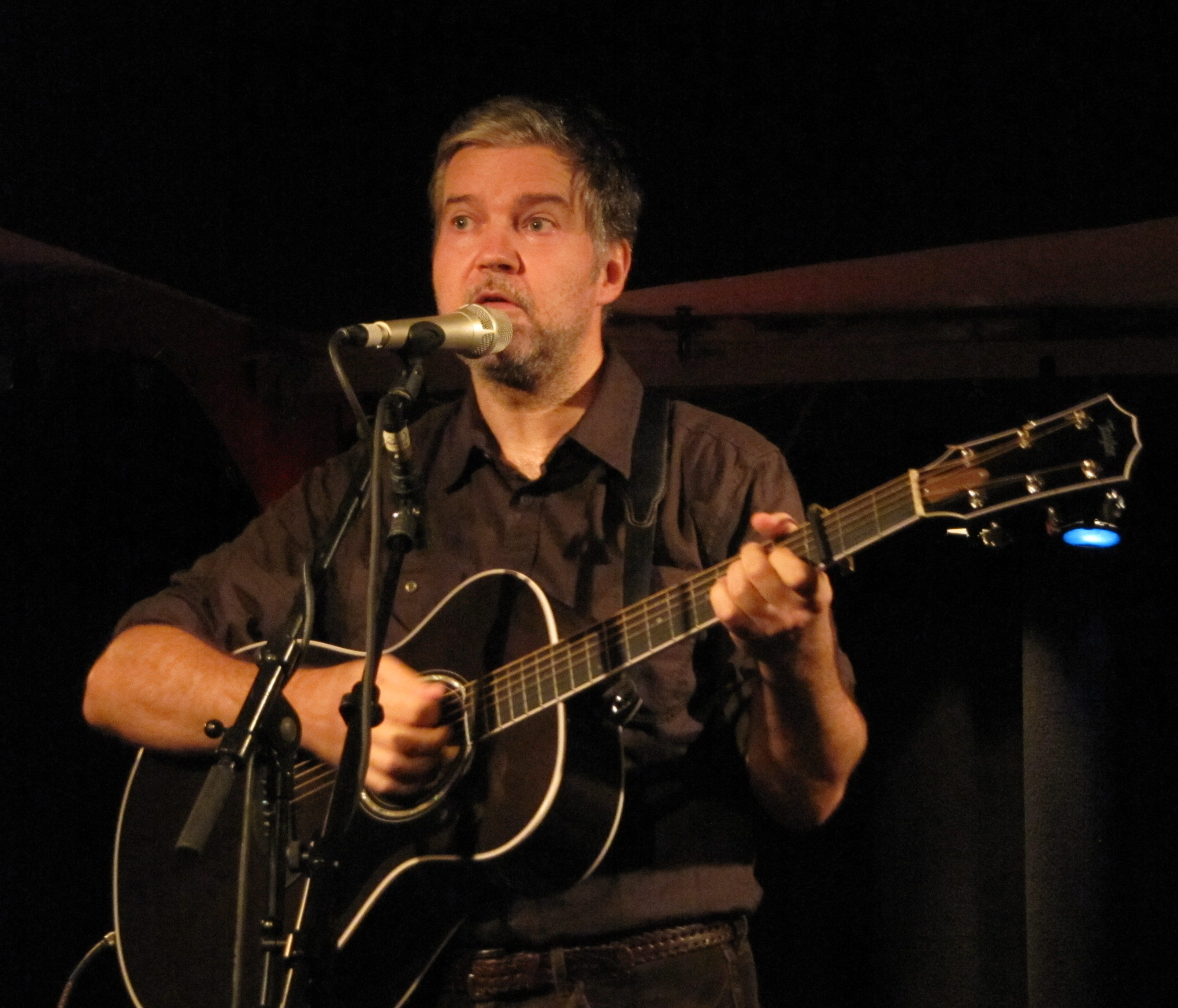
Lloyd Cole (2010).

Lloyd Cole (* 31. Januar 1961 in Buxton, England) ist ein britischer Sänger und Songwriter, der seine größten Erfolge in den 1980er Jahren mit seiner Band Lloyd Cole and the Commotions hatte.

## Leben

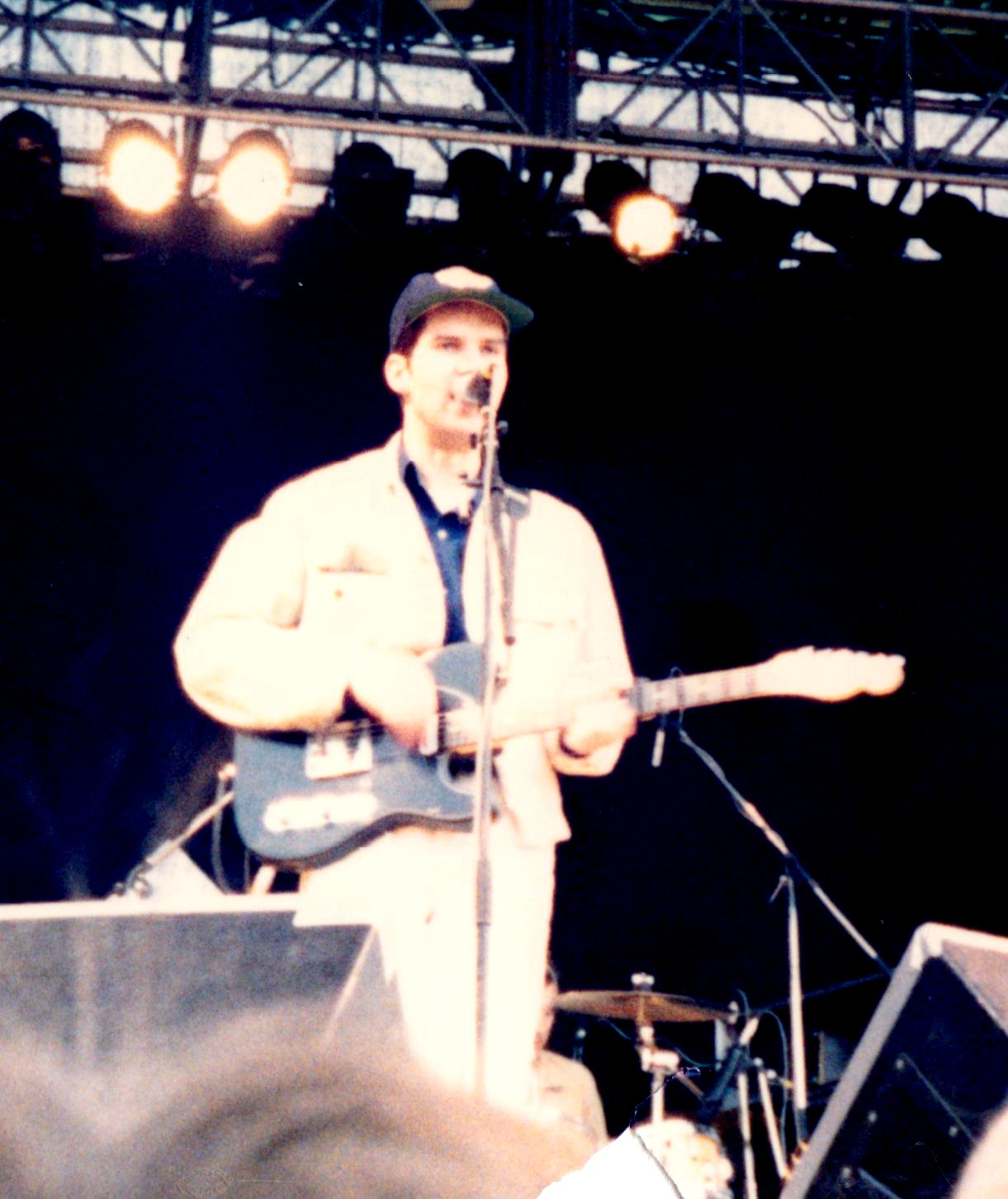
Lloyd Cole, etwa 1987.

Der Philosophie-Student Lloyd Cole und einige seiner Mitstudenten an der Universität Glasgow gründeten 1982 die Band The Commotions. Ursprünglich als große Soul-Band gegründet, reduzierte sich die Mitgliederzahl rasch auf fünf: Neben Cole als Sänger waren dies der Keyboarder Blair Cowan, der Gitarrist Neil Clark, der Bassist Lawrence Donegan und der Schlagzeuger Stephen Irvine. Bereits 1984 veröffentlichte die Band bei dem Major Polydor das Debütalbum Rattlesnakes. Die erste Single Perfect Skin (UK 26) konnte bereits die Top 30 im Vereinigten Königreich erreichen. Das Nachfolge-Album Easy Pieces warf mit Lost Weekend (UK 17) und Brand New Friend (UK 19) zwei veritable Radiohits ab. Das dritte Album Mainstream war 1987 zugleich Höhepunkt und Ende der Bandkarriere. Die Single My Bag (UK 46) erreichte sogar die Disco-Charts.
Lloyd Cole zog nach New York City und war weiter als Solo-Künstler tätig. Während sein Debüt – 1990 unter dem Namen Lloyd Cole erschienen und mit Fred Maher (Schlagzeug), Robert Quine (Gitarre) und Matthew Sweet (Bass) eingespielt – noch dem Independent-Werk mit den Commotions ähnelte, vollführte das 1991er Album Don't Get Weird on Me, Babe eine Wendung zu aufwendig produziertem (Paul Buckmaster) und Streicher-lastigem Pop.
Der große kommerzielle Erfolg blieb aus, und so hatte Cole Schwierigkeiten, für sein 1993 erschienenes Album Bad Vibes einen US-Vertrieb zu finden. Mit dem Album Love Story fand Cole 1995 zurück zu seinen Wurzeln mit den Commotions, nicht zuletzt, weil Neil Clark wieder die Gitarre spielte. Das Verhältnis zu Polydor war aufgrund unbefriedigender Verkaufszahlen gestört, obwohl Lloyd Cole erstmals seit mehreren Jahren mit Like Lovers Do (UK 24) wieder einen Top 30 Hit in den UK-Charts hatte. Die Plattenfirma weigerte sich, das 1996 eingespielte Album Etc. zu veröffentlichen. Eine 1998 herausgebrachte Compilation mit dem Namen Collection verkaufte sich wiederum nicht gut genug, als dass man ein neues Album auf den Markt bringen wollte.

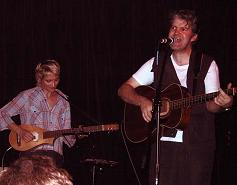
Lloyd Cole und Jill Sobule (links) bei einem Konzert in Seattle, Washington.

Erst 2000/2001 konnte sich Cole vertraglich wie künstlerisch befreien und sowohl mit seiner 1-Album-1-Tour-Band The Negatives (mit Jill Sobule, Dave Derby, Adam Schlesinger und Michael Kotch) das Album The Negatives (produziert von Stephen Street) veröffentlichen, als auch in rascher Folge das Album Etc. endlich herausbringen, seinen Ausflug in die Electronica Plastic Wood und ein Bootleg Loaded: Live in New York den Fans vorstellen.
2003 folgte das Album Music in a Foreign Language mit dem Nick-Cave-Cover People Ain't No Good. Zum 20-jährigen Jubiläum des Debütalbums gab Polydor 2004 eine Deluxe-Edition von Rattlesnakes heraus. Für eine kurze Tournee in Irland und Großbritannien mit insgesamt fünf Konzerten in Dublin, Glasgow, Manchester und London fanden sich Lloyd Cole and The Commotions im Oktober 2004 wieder in Originalbesetzung zusammen. 2006 erschien das Album Antidepressant. 2007 erschienen drei BBC-Aufnahmen Live at the BBC, davon zwei Live-CDs von Lloyd Cole And The Commotions (u. a. ein Mitschnitt des Glastonbury-Auftritts 1985) und eine Live-CD aus dem Jahr 1995 mit Solostücken von Lloyd Cole. Im April und Juni 2008 kam Lloyd Cole für 16 Konzerte nach Großbritannien und Irland, wo im April 2008 während zweier Konzerte in Dublin Mitschnitte für eine Live-CD aufgenommen wurden. Diese erste Live-CD von Lloyd Cole ist Ende Januar 2009 zusammen mit einer Aufnahme von Radio Bremen aus dem Oktober 2003 unter dem Titel Folksinger Vol 1 und 2 erschienen. Ebenfalls Ende Januar 2009 wurde von Tapete Records in Hamburg eine Reihe von Raritäten (B-Seiten, Album Outtakes, Promo- und Cover Versionen) aus den Jahren 1989 bis 2006 auf insgesamt vier CDs unter dem Titel Cleaning Out The Ashtrays veröffentlicht.
Im April 2009 tourte Lloyd Cole zu insgesamt sechs One-Man-Show Club-Konzerten (Berlin, Hamburg, Oldenburg, Münster, Köln & Karlsruhe) durch Deutschland.
Am 10. September 2010 erschien bei Tapete Records in Hamburg das neue Album Broken Record. Erstmals seit mehreren Jahren gab es mit dem am 27. August erschienenen Writers Retreat! auch wieder eine Singleauskopplung, die ausschließlich als Vinylsingle veröffentlicht wurde sowie in geringer Stückzahl als "Promotional Not For Sale"-CD. Mit seiner neuen Band The Small Ensemble (Matt Cullen und Mark Schwaber) ist Lloyd Cole im November 2010 im Rahmen einer Europa-Tournee auch wieder für insgesamt sieben Konzerte nach Deutschland gekommen. Ebenso ist Lloyd Cole im Frühjahr 2011 mit The Small Ensemble erneut für eine ausgedehnte Tournee durch Deutschland und Westeuropa gereist.

## Privates
Lloyd Cole ist ein passionierter Golf-Spieler mit einem Handicap von 5.3. Cole ist verheiratet und lebt mit seiner Frau und zwei Kindern in Easthampton, Massachusetts.

## Diskografie

### Studioalben
| Jahr | Titel Musiklabel                           | Höchstplatzierung, Gesamtwochen, AuszeichnungChartplatzierungen (Jahr, Titel, Musiklabel, Platzierungen, Wochen, Auszeichnungen, Anmerkungen) | Höchstplatzierung, Gesamtwochen, AuszeichnungChartplatzierungen (Jahr, Titel, Musiklabel, Platzierungen, Wochen, Auszeichnungen, Anmerkungen) | Höchstplatzierung, Gesamtwochen, AuszeichnungChartplatzierungen (Jahr, Titel, Musiklabel, Platzierungen, Wochen, Auszeichnungen, Anmerkungen) | Anmerkungen                                                                                           |
| Jahr | Titel Musiklabel                           | DE | CH | UK | Anmerkungen                                                                                           |
| ---- | ------------------------------------------ | --- | --- | --- | --- |
| 1984 | Rattlesnakes Polydor 823 683               | — | — | UK13 Gold · (30 Wo.)UK | Erstveröffentlichung: 8. Oktober 1984 mit The Commotions Produzent: Paul Hardiman                     |
| 1985 | Easy Pieces Polydor 827 670                | — | — | UK5 Gold · (18 Wo.)UK | Erstveröffentlichung: 18. November 1985 mit The Commotions Produzenten: Clive Langer, Alan Winstanley |
| 1987 | Mainstream Polydor 833 691                 | — | — | UK9 Gold · (20 Wo.)UK | Erstveröffentlichung: 26. Oktober 1987 mit The Commotions Produzent: Ian Stanley                      |
| 1990 | Lloyd Cole Polydor 841 907                 | DE38 (9 Wo.)DE | — | UK11 Silber · (6 Wo.)UK | Erstveröffentlichung: 13. Februar 1990 Produzenten: Fred Maher, Lloyd Cole, Paul Hardiman             |
| 1991 | Don’t Get Weird on Me Babe Polydor 511 093 | — | — | UK21 (3 Wo.)UK | Erstveröffentlichung: 16. September 1990 Produzenten: Fred Maher, Lloyd Cole, Paul Hardiman           |
| 1993 | Bad Vibes Fontana 518 318                  | — | — | UK38 (2 Wo.)UK | Erstveröffentlichung: 11. Oktober 1993 Produzent: Adam Peters                                         |
| 1995 | Love Story Fontana 528 529                 | — | — | UK27 (2 Wo.)UK | Erstveröffentlichung: 25. September 1995 Produzenten: Adam Peters, Stephen Street                     |
| 2010 | Broken Record Tapete 946 902               | DE58 (1 Wo.)DE | — | — | Erstveröffentlichung: 10. September 2010 Produzenten: Dave Derby, Lloyd Cole                          |
| 2013 | Standards Tapete 261                       | DE98 (1 Wo.)DE | — | UK74 (1 Wo.)UK | Erstveröffentlichung: 24. Juni 2013 Produzent: Lloyd Cole                                             |
| 2019 | Guesswork                                  | DE93 (1 Wo.)DE | CH84 (1 Wo.)CH | UK75 (1 Wo.)UK | Erstveröffentlichung: 26. Juli 2019 Produzent: Lloyd Cole                                             |

Weitere Studioalben
- 2000: The Negatives (mit The Negatives; XIII BIS Records 155 482)
- 2001: Plastic Wood (The Establishment 139 002; VÖ: Juni)
- 2001: Etc: Lost Songs, Tunes 1996–2000 (The Establishment 139 012; VÖ: 4. Oktober)
- 2003: Music in a Foreign Language (Sanctuary 182; VÖ: 9. Mai)
- 2006: Antidepressant (Sanctuary 429; VÖ: 25. September)
- 2015: 1D Electronics 2012~2014 (Bureau B 211; VÖ: 4. September)
- 2023: On Pain (Warner Chappel Music; VÖ: 23. Juni)

### Livealben
- 1985: In Concert – 370 (mit The Commotions; Aufnahme: Hammersmith Odeon am 1. September 1985; BBC Transcription Services 4675; VÖ: 16. Dezember)
- 1986: In Concert – 370 (mit The Commotions; Aufnahme: Glastonbury Festival am 21. Juni 1986; BBC Transcription Services 4675; VÖ: 14. Oktober)
- 2004: 15th October 2004 Hammersmith Apollo (mit The Commotions; 2 CDs; Aufnahme: Hammersmith Apollo, zum 20. Jahrestag der Rattlesnake-Veröffentlichung; Instant Live 00015; VÖ: 14. Oktober)
- 2007: Live at the BBC Volume One (mit The Commotions; Aufnahme: 1984 für BBC Radio 1; Polydor 984 950 4)
- 2007: Live at the BBC Volume Two (mit The Commotions; 2 CDs; Aufnahme: 1985/86 für BBC Radio 1; Polydor 984 951 1)
- 2009: Folksinger Volume 1: Radio Bremen (Aufnahme: Sendesaal Radio Bremen am 1. Oktober 2003; Tapete 149)
- 2009: Folksinger Volume 2: The Whelan (Aufnahme: Whelan’s, Dublin, 25. bis 27. März 2008; Tapete 150)
- 2010: Slaughterhouse Studios 01/22/2010 (The Lloyd Cole Small Ensemble; Aufnahme: Januar 2010; Tapete 197)
- 2016: Live at the Brooklyn Bowl (mit The Leopards; 2 CDs; Aufnahme: 19. August 2016; Live Here Now; VÖ: 9. Dezember)
- 2016: Live at the Union Chapel (2 CDs; Aufnahme: Union Chapel, Islington, 3. Oktober und 4. November 2016; Live Here Now; VÖ: 9. Dezember)

### Kompilationen
| Jahr | Titel Musiklabel               | Höchstplatzierung, Gesamtwochen, AuszeichnungChartplatzierungen (Jahr, Titel, Musiklabel, Platzierungen, Wochen, Auszeichnungen, Anmerkungen) | Höchstplatzierung, Gesamtwochen, AuszeichnungChartplatzierungen (Jahr, Titel, Musiklabel, Platzierungen, Wochen, Auszeichnungen, Anmerkungen) | Anmerkungen                                                             |
| Jahr | Titel Musiklabel               | DE | UK | Anmerkungen                                                             |
| ---- | ------------------------------ | --- | --- | ----------------------------------------------------------------------- |
| 1989 | 1984–1989 Polydor 837 736      | — | UK14 Gold · (7 Wo.)UK | Erstveröffentlichung: 26. März 1989 mit The Commotions                  |
| 1999 | The Collection Mercury 538 104 | — | UK24 (5 Wo.)UK | Erstveröffentlichung: 11. Januar 1999 inkl. 8 Tracks mit The Commotions |

Weitere Kompilationen
- 2002: The Bigger Picture (Chrysalis Music UK)
- 2004: The Singles (inkl. 10 Tracks mit The Commotions; Universal 982 404 7)
- 2009: Cleaning Out the Ashtrays: Collected B-Sides & Rarities 1989–2006 (Box mit 4 CDs; Tapete 138)
- 2015: Don’t Look Back: An Introduction to Lloyd Cole and Lloyd Cole and the Commotions (inkl. 10 Tracks mit The Commotions; Spectrum Music 2205; VÖ: 23. März)
- 2015: Collected Recordings 1983–1989 (Box mit 5 CDs + DVD; Universal International Music B.V.; VÖ: Juni)
- 2017: In New York Collected Recordings 1988–1996 (Box mit 6 CDs; Universal International Music B.V.; VÖ: 17. März)

### Singles
| Jahr | Titel Album                                           | Höchstplatzierung, Gesamtwochen, AuszeichnungChartsChartplatzierungen (Jahr, Titel, Album, Platzierungen, Wochen, Auszeichnungen, Anmerkungen) | Anmerkungen |
| Jahr | Titel Album                                           | UK | Anmerkungen |
| ---- | ----------------------------------------------------- | --- | --- |
| 1984 | Perfect Skin Rattlesnakes                             | UK26 (10 Wo.)UK | Erstveröffentlichung: April 1984 mit The Commotions Autor: Lloyd Cole                                                                                  |
| 1984 | Forest Fire Rattlesnakes                              | UK41 (6 Wo.)UK | Erstveröffentlichung: 13. August 1984 mit The Commotions Autor: Lloyd Cole                                                                             |
| 1984 | Rattlesnakes                                          | UK65 (3 Wo.)UK | Erstveröffentlichung: 29. Oktober 1984 mit The Commotions Autoren: Lloyd Cole, Neil Clark                                                              |
| 1985 | Brand New Friend Easy Pieces                          | UK16 (9 Wo.)UK | Erstveröffentlichung: 2. September 1985 mit The Commotions Autoren: Lloyd Cole, Blair Cowan                                                            |
| 1985 | Lost Weekend Easy Pieces                              | UK17 (7 Wo.)UK | Erstveröffentlichung: 28. Oktober 1985 mit The Commotions Autoren: Lloyd Cole, Blair Cowan, Lawrence Donegan                                           |
| 1986 | Cut Me Down Easy Pieces                               | UK38 (4 Wo.)UK | Erstveröffentlichung: 6. Januar 1986 mit The Commotions Autor: Lloyd Cole                                                                              |
| 1987 | My Bag Mainstream                                     | UK46 (4 Wo.)UK | Erstveröffentlichung: 22. September 1987 mit The Commotions US-Dance-Charts: Januar 1989 Platz 48 (1 Woche) Autoren: Lloyd Cole and the Commotions     |
| 1988 | Jennifer She Said Mainstream                          | UK31 (5 Wo.)UK | Erstveröffentlichung: 28. Dezember 1987 mit The Commotions Backing Vocals: Nicky Holland Autoren: Lloyd Cole and the Commotions                        |
| 1988 | From the Hip (EP) Mainstream                          | UK59 (2 Wo.)UK | Erstveröffentlichung: 11. April 1988 mit The Commotions inkl. From the Hip, Please, Lonely Mile, Love Your Wife Autoren: Lloyd Cole and the Commotions |
| 1990 | No Blue Skies Lloyd Cole                              | UK42 (4 Wo.)UK | Erstveröffentlichung: 22. Januar 1990 Backing Vocals: Matthew Sweet, Nicky Holland Autor: Lloyd Cole                                                   |
| 1990 | Don’t Look Back Lloyd Cole                            | UK59 (3 Wo.)UK | Erstveröffentlichung: 28. März 1990 Backing Vocals: Nicky Holland Autor: Lloyd Cole                                                                    |
| 1991 | She’s a Girl and I’m a Man Don’t Get Weird on Me Babe | UK55 (2 Wo.)UK | Erstveröffentlichung: 19. August 1991 Autoren: Lloyd Cole, Robert Quine                                                                                |
| 1993 | So You’d Like to Save the World Bad Vibes             | UK72 (2 Wo.)UK | Erstveröffentlichung: 13. September 1993 Autor: Lloyd Cole                                                                                             |
| 1995 | Like Lovers Do Love Story                             | UK24 (3 Wo.)UK | Erstveröffentlichung: 4. September 1995 Autor: Lloyd Cole                                                                                              |
| 1995 | Sentimental Fool Love Story                           | UK73 (2 Wo.)UK | Erstveröffentlichung: 20. November 1995 Autor: Lloyd Cole                                                                                              |
| 1996 | Baby Love Story                                       | UK99 (1 Wo.)UK | Erstveröffentlichung: 29. April 1996 Autor: Lloyd Cole                                                                                                 |

Weitere Singles
- 1983: Down at the Mission (mit The Commotions)
- 1988: Forest Fire (Remix) (mit The Commotions; VÖ: 3. April)
- 1990: Downtown (VÖ: Oktober)
- 1991: Weeping Wine (VÖ: 21. Oktober)
- 1992: Butterfly (VÖ: 2. März)
- 1993: Morning Is Broken
- 1998: That Boy
- 1999: Fool You Are
- 2000: Impossible Girl (mit The Negativs)
- 2001: What’s Wrong with This Picture? (mit The Negativs)
- 2003: No More Love Songs
- 2003: Cutting Out
- 2010: Writers Retreat! (VÖ: 30. August)
- 2010: That’s Alright